# Az NDK Nemzeti Néphadseregének Légiereje
Az NDK Nemzeti Néphadseregének Légiereje (teljes nevén Luftstreitkräfte/Luftverteidigung, LSK/LV, magyarul: „légierő/légvédelem”) a Német Demokratikus Köztársaság haderejének (Nemzeti Néphadsereg, NVA) légiereje volt 1956. március 1-jétól 1990. október 2-áig. Alapítása az ország Varsói Szerződésbe belépése után kezdődött, a Volkspolizei repülőcsapataiból szerveződött, amely 1950 és 1957 között működött. Magát a légierőt a szárazföldi légvédelem szervezetébe integrálták, ez a felépítés tükröződik a teljes névben is.
Az elnevezésnek vannak etimológiai előzményei is. A német Második Birodalom légihadtestének elnevezése volt a Luftstreitkräfte, amely 1910 és 1918 között működött, az első világháború végéig. Mivel a Nyugatnémet Légierő a Harmadik Birodalom Luftwafféját adoptálta, így esett a választás az azt megelőző szervezet nevére.
Mivel a korábbi LSK felségjelét az 1945 utáni Luftwaffe használta, így újat kellett alkotni. Ez a felségjelzés meglehetősen egyedi jellegű, egy csúcsán álló, három részre osztott négyzet. A három rész a német nemzeti színekkel van kitöltve, balról jobbra fekete, vörös és arany, fekete keretezésben. Az embléma közepén a szocialista országokra jellemző munkaorientált szimbólum került (az NDK országcímere), körívben búzakalász nemzeti színű szalaggal átfonva, melyben kalapács és körző van.

## Szervezeti felépítés

### Parancsnokság
| Név, rendfokozat                              | Szolgálati idő | Megjegyzés                                                             |
| --------------------------------------------- | -------------- | ---------------------------------------------------------------------- |
| Heinz Keßler ezredes                          | 1950–1952      | még a Volkspolizei repülő alegységének parancsnoka (Volkspolizei Luft) |
| Heinz Keßler vezérőrnagy (Generalmajor)       | 1952–1955      | még a „Repülőklubok” adminisztrációs vezetője (Verwaltung Aeroklubs)   |
| Heinz-Bernhard Zorn vezérőrnagy               | 1956–1957      | a Légierő (LSK) parancsnoka                                            |
| Gerhard Bauer ezredes                         | 1956–1957      | a Légvédelem (LV) parancsnoka                                          |
| Heinz Keßler vezérezredes (Generaloberst)     | 1957–1967      | az LSK/LV parancsnoka                                                  |
| Herbert Scheibe altábornagy (Generalleutnant) | 1967–1972      | az LSK/LV parancsnoka                                                  |
| Wolfgang Reinhold vezérezredes                | 1972–1989      | az LSK/LV parancsnoka                                                  |
| Rolf Berger altábornagy                       | 1989–1990      | az LSK/LV parancsnoka                                                  |